# 劉延明
劉延明（？—440年之后），名昞，字延明，敦煌郡人，五胡十六国、北魏学者，劉宝（字子玉）的儿子。
劉延明十四岁时，跟随博士郭瑀从学。当时，郭瑀弟子五百人，通经之人者八十人，郭瑀把女儿嫁给劉延明。
後来，劉延明隐居酒泉，不应州郡召命。劉延明此时的弟子五百人。西涼李暠征召他为儒林祭酒、从事中郎。李暠喜好古典文章，重用劉延明。被任命为撫夷護軍，虽有政務，手不释卷。著有《略記》130篇84卷、《涼書》10卷、《敦煌实録》20卷、《方言》3卷、《靖恭堂銘》1卷，注释《周易》《韓子》《人物誌》《黄石公三略》，通行当時。
沮渠蒙遜占領酒泉，任命劉延明为秘書郎。在西苑修筑陸沈观，礼遇于他，号称「玄处先生」。沮渠牧犍尊劉延明为国師，命属官都北面受业。同为敦煌郡人的索敞、陰興作为助教。
魏太武帝平定涼州，以劉延明为乐平王从事中郎。涼州人東迁内地，七十岁以上之人可以留在乡里，劉延明已经年老，在姑臧。一年多后，思乡而返敦煌，至凉州西四百里韭谷窟，得病去世。

## 子
- 劉僧衍，早逝
- 劉仲礼，留乡里
- 劉字仲，移住平城
- 劉贰归，移住平城
- 劉归仁，移住平城，劉归仁有二子，长子劉买奴，次子劉显宗。